# Capim Branco
Capim Branco é um município brasileiro do estado de Minas Gerais. Sua população recenseada em 2022 era de 10 663 habitantes. Pertence à Região Metropolitana de Belo Horizonte.

## História
A região era habitada originalmente pelos povos indígenas. A colonização iniciou-se a partir da migração de habitantes de Pompéu para a região, contruindo casas e sobrados no Morro de Nicolau Mendes. A localidade ficou conhecido como Sobrado do Morro.
Aos poucos, o povoado cresceu, com base na agricultura, pecuária e industria manufatureira e fábril, e principalmente pelo movimento dos tropeiros. A região foi elevada a distrito, em 1890 / 1891. Recebeu o nome de Capim Branco, pela grande presença da erva na região. Pertencia a Santa Luzia do Rio das Velhas.
Em 1923 passou a fazer parte de Pedro Leopoldo, e perdeu um significativo território, que passou a ser o Distrito de Prudente de Morais. Em 1943, com a emancipação política de Matozinhos, passou a fazer parte do novo quadro territorial. Dez anos depois, em 1953 conseguiu a emancipação política.